# Natalia Rodríguez (Leichtathletin)

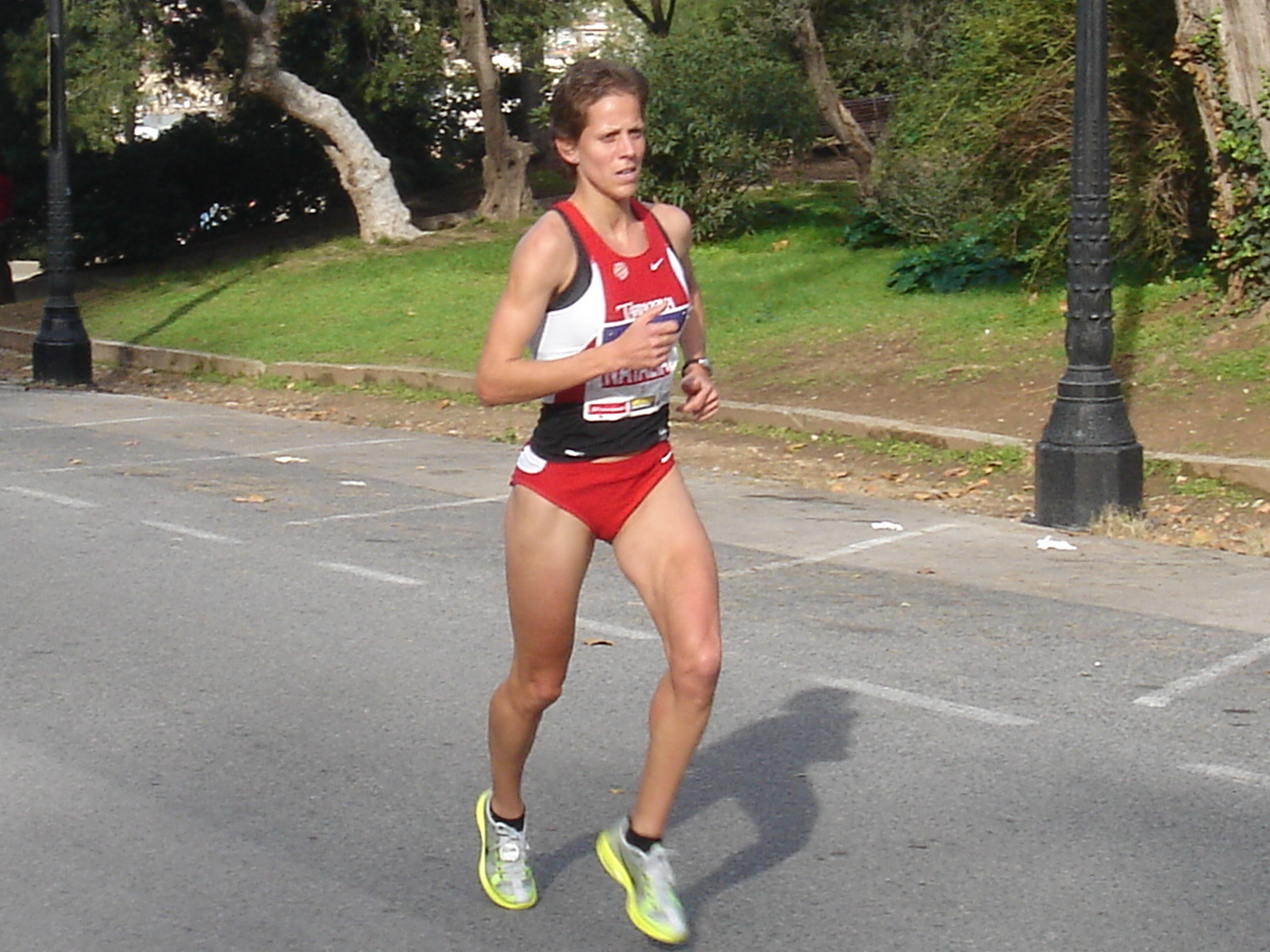
Natalia Rodríguez (2008)

Natalia Rodríguez Martínez (* 2. Juni 1979 in Tarragona) ist eine spanische Mittelstreckenläuferin.

## Sportkarriere
2000 in Sydney nahm sie erstmals an Olympischen Spielen teil. Im 1500-Meter-Lauf schied sie allerdings schon in der Vorrunde aus. Bereits ein Jahr später erreichte sie bei den Weltmeisterschaften 2001 in Edmonton das Finale und belegte den sechsten Rang. Dieselbe Platzierung erreichte sie bei den Europameisterschaften 2002 in München.
Bei den Olympischen Spielen 2004 in Athen wurde Rodríguez über 1500 Meter Zehnte. Über dieselbe Distanz belegte sie bei den Weltmeisterschaften in Helsinki und bei den Olympischen Spielen 2008 in Peking jeweils den sechsten Platz. Ihre erste internationale Medaille gewann sie bei den Halleneuropameisterschaften 2009 in Turin, als sie hinter Anna Alminowa Zweite wurde.
Den vermeintlich größten Erfolg ihrer Karriere erzielte Rodríguez bei den Weltmeisterschaften 2009 in Berlin, als sie im Finale des 1500-Meter-Laufs das Ziel als erste erreichte. Allerdings wurde sie kurze Zeit später disqualifiziert, weil sie etwa 200 Meter vor dem Ziel die führende Läuferin Gelete Burka bei einem Überholversuch schuldhaft zu Fall gebracht hatte.
Zwei Jahre später errang sie bei den Weltmeisterschaften in Daegu mit Bronze doch noch eine Medaille.
Bei den Hallenweltmeisterschaften 2010 in Doha gewann sie die Silbermedaille im 1500-Meter-Lauf. Über dieselbe Distanz holte sie bei den Europameisterschaften in Barcelona die Bronzemedaille. 2011 siegte sie bei der Cursa Bombers.
Natalia Rodríguez ist 1,64 m groß und hat ein Wettkampfgewicht von 49 kg.

## Bestleistungen
- 800 m: 2:01,35 min, 8. Juni 2001, Sevilla
- 1500 m: 3:59,51 min, 28. August 2005, Rieti
  - Halle: 4:08,24 min, 14. Februar 2009, Valencia
- 1 Meile: 4:21,92 min, 7. September 2008, Rieti
- 3000 m: 8:35,86 min, 10. Juni 2009, Huelva
  - Halle: 9:01,40 min, 22. Februar 2003, Sevilla